# Чинге
Чинге (рос.: Чингэ) — річка у Республіці Тива, Росія, притока Єнісею. Довжина річки становить 24 км, площа водозабору 0 км².